# Saint-Morel
Saint-Morel ist eine kleine französische Gemeinde im Département Ardennes in der Region Grand Est (vor 2016 Champagne-Ardenne) mit 181 Einwohnern (Stand: 1. Januar 2022). Sie gehört zum Arrondissement Vouziers und zum Kanton Attigny. 

## Lage
Saint-Morel liegt etwa 49 Kilometer ostnordöstlich von Reims. Umgeben wird Saint-Morel von den Nachbargemeinden Sugny im Nordwesten und Norden, Savigny-sur-Aisne im Norden und Osten, Brécy-Brières im Südosten, Challerange im Südosten und Süden, Monthois im Süden, Liry im Südwesten sowie Mont-Saint-Martin im Westen.

## Einwohnerentwicklung
| Jahr                       | 1962 | 1968 | 1975 | 1982 | 1990 | 1999 | 2006 | 2019 |
| Einwohner                  | 228  | 259  | 198  | 212  | 235  | 227  | 237  | 197  |
| Quellen: Cassini und INSEE |      |      |      |      |      |      |      |      |

## Sehenswürdigkeiten
- Kirche Saint-Maurice mit seinem Friedhof, seit 1919 Monument historique
- Stele Roland-Garros, ca. 3 Kilometer außerhalb von Saint-Morel, dem Absturzort von Roland Garros 1918[1]

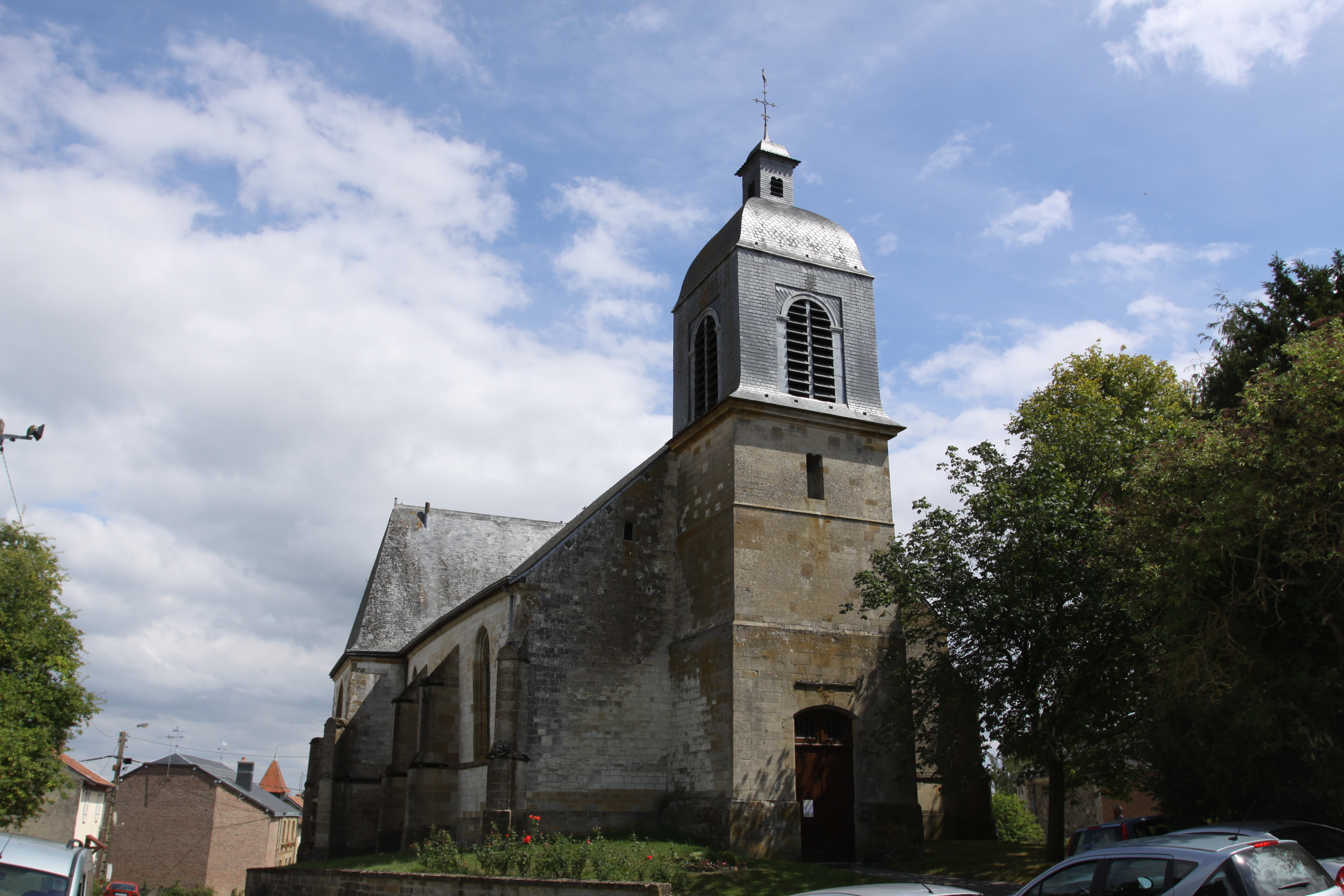
Kirche Saint-Maurice

- Schloss Maréchal
- Gutshof Corbon